# Оцінка товарного знаку

## Введення
Одним із об’єктів інтелектуальної власності, зокрема промислової власності, є торгова марка, товарний знак (знак для товарів і послуг), логотип, бренд. Нині, торгові марки є важливою частиною маркетингової стратегії будь-якого бізнесу. Торгова марка вважається унікальним об'єктом інтелектуальної власності, оскільки за умови правильної підтримки її правомірного використання вона дає своєму власнику монополію на її застосовування практично на необмежений час. Тому торгові марки є найважливішим елементом у стратегії накопичення капіталу компанії.

## Цінність прав на товарні знаки
Цінність виняткових прав на товарні знаки і знаки обслуговування полягає в тому, що вони забезпечують їх власнику визначені, іноді вельми істотні, переваги в бізнесі. У міру просування на ринку вартість товарного знаку зростає, і він стає важливим елементом майнового комплексу підприємства. Оцінка товарного знаку компанії (бренду) позитивно впливає на її спільну ринкову вартість і, отже, на її привабливість для партнерів і інвесторів.
Торгові марки, які виступають в ролі складового компонента в оцінці вартості фінансових угод при придбанні чи злитті компаній можуть бути предметом ліцензійних угод на передавання прав користування ними. Надання ліцензій на використання своєї торгової марки може бути дуже прибутковою операцією, особливо якщо така торгова марка має добру репутацією. В деякому розумінні товарний знак – це символ ділової репутації (goodwill) компанії. Проте, при оцінці товарного знаку необхідно враховувати, що сам по собі він не створює споживчу вартість, але реклама товарного знаку популяризує споживчі властивості продукту, сприяючи формуванню попиту і, як наслідок, підвищенню ціни на нього.

## Основні підходи оцінки товарного знаку
Виходячи з існуючої практики, фахівці виділяють три основні групи методів оцінки товарного знаку (бренду):
- ринковий,
- витратний,
- дохідний.

Як правило, оцінювання проводиться всіма методами одночасно. Потім, зіставляючи отримані результати, експерт по своїй індивідуальній методиці встановлює загальну оцінку бренду. Аналізуючи методи оцінки товарного знаку, слід відразу вказати, що велика частина інформації щодо його вартості відноситься до розряду комерційної таємниці підприємства.
Згідно з цим, ринкові методи для оцінки даного об'єкта промислової власності, що визначають вартість торговельної марки на основі інформації про продажі порівнянних марок на ринку, є неприйнятними. Це обумовлено тим, що для об’єктивного визначення вартості необхідний активно функціонуючий ринок по купівлі-продажу товарних марок, але такі угоди відбуваються не так часто і не завжди інформація про них доступна.

## Методи дохідного підходу
Разом з тим, не підходить для визначення вартості товарного знаку й витратний метод. Його сутність зводиться до того, що грошова оцінка бренду може бути обчислена як сукупність маркетингових витрат на бренд, які здійснив власник за всю історію існування бренду, з урахуванням дисконтування. Далеко не завжди ті витрати, які йдуть на створення товарного знаку, можуть бути порівнянні з прибутком, який отримує компанія внаслідок його застосування.
Фахівці в сфері оцінки інтелектуальної власності використовують, як більш діючий, дохідний підхід для визначення реальної вартості товарного знаку підприємства. У цьому випадку проводиться оцінка того, скільки доходу даний бренд зможе принести в майбутньому. У рамках дохідного методу можна виділити ряд специфічних методик, ключовими параметрами яких є: величина грошового потоку, тривалість і ризики, асоційовані з його одержанням. Для визначення величини грошового потоку використовуються як прямі методи, пов’язані з розрахунком цінової премії для конкретного бренда в порівнянні з небрендованими товарами, так і моделі залишкового доходу, засновані на розрахунку доходу, що генерують всі активи компанії, а потім виділенні доходів, що приходяться на оцінюваний бренд. У межах дохідного підходу традиційно виділяються такі основні методи:
1. Метод на основі роялті. В основі оцінки знаходяться суми, які необхідно було б заплатити, якби права на використання товарної марки належали іншій компанії. Майбутні суми роялті приводяться до теперішньої вартості шляхом дисконтування. Інформація, використовувана в цьому методі, ще більш закрита й суб’єктивна.
2. Економічний метод. В основі лежить оцінка внеску торгової марки в бізнес за останні кілька років з урахуванням ринкової стійкості підприємства (співвідношення ринкової ціни акцій до прибутку підприємства на акцію). Недолік даного методу — слабкий зв’язок між минулими прибутками і майбутніми.
3. Метод сумарної дисконтованої доданої вартості. Оскільки бренд додає вартість товару, то необхідно визначити додану вартість. Для цього визначається вартісна різниця між товаром, що має бренд, та близьким аналогом, що продається під маркою, яка не є брендом. Різницю множимо на передбачуваний обсяг збуту протягом усього життєвого циклу даного бренду, віднімаємо витрати по створенню і просуванню цього бренду та одержуємо його вартість.
4. Метод на основі дисконтування майбутніх грошових потоків — найбільш сучасний метод, що враховує грошові потоки, які підприємство зможе одержати в майбутньому протягом звичайного періоду використання бренда (це період, протягом якого бренд буде гарантовано приносити для компанії доход), дисконтованих на дату оцінки. В Україні цей період прийнято брати в середньому 3-5 років. Цей метод забезпечує єдність механізмів оцінки вартості підприємства і його основного фактору — вартості бренда.